# Кастровілларі
Кастровілларі (італ. Castrovillari, сиц. Castruvillaru) — муніципалітет в Італії, у регіоні Калабрія,  провінція Козенца.
Кастровілларі розташоване на відстані близько 390 км на південний схід від Рима, 110 км на північ від Катандзаро, 60 км на північ від Козенци.
Населення — 22 284 особи (2014).
Щорічний фестиваль відбувається 27 січня. Покровитель — San Giuliano.

## Демографія
Населення за роками:

Станом на 1 січня 2023 року в муніципалітеті офіційно проживало 976 іноземців з 50 країн, серед них 240 громадян країн Євросоюзу та 124 громадяни України.

## Уродженці
- Антоніо Рокка (*1951) — відомий у минулому італійський футболіст, півзахисник, згодом — тренер.

## Сусідні муніципалітети
- Альтомонте
- Кассано-алло-Йоніо
- Черк'яра-ді-Калабрія
- К'яромонте
- Чивіта
- Фрашинето
- Морано-Калабро
- Сан-Базіле
- Сан-Лоренцо-Белліцці
- Сан-Лоренцо-дель-Валло
- Сарачена
- Спеццано-Альбанезе
- Віджанелло
- Терранова-ді-Полліно